# Charlotte Crosby
Charlotte-Letitia Crosby (Sunderland, 17 maggio 1990) è un personaggio televisivo inglese conosciuta soprattutto per essere presente nella serie di reality di MTV Geordie Shore.

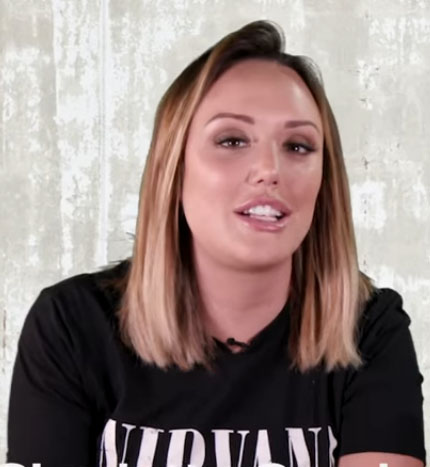
Charlotte Crosby durante un'intervista

Ha anche vinto la dodicesima stagione della versione UK del Grande Fratello VIP nel 2013.

## Biografia
Charlotte-Letitia Crosby è nata a Sunderland ed ha studiato alla St Anthony's Girls' School. Inizialmente ha considerato di studiare criminologia all'università, ha passato poi audizioni con successo ed è stata scelta per apparire nel reality show basato su Tyne and Wear, Geordie Shore.

## Carriera

### Geordie Shore
Charlotte è stato un membro del cast originale del reality show di MTV, Geordie Shore, dal 2011. Ha partecipato a dodici stagioni della serie. È diventata famosa per una relazione on / off con il collega Gaz Beadle. Ha annunciato di lasciare la serie via Twitter a giugno 2016.

### Altre televisioni e media
Nel novembre 2012, al fianco dei membri del cast di Geordie Shore, Charlotte è stata ospite degli MTV Europe Music Awards 2012 dove ha presentato il premio per il miglior cantante uomo, vinto da Justin Bieber. Nel febbraio 2013, Charlotte è apparsa in The Sarah Millican Television Program insieme ai membri del cast di Geordie Shore Gary Beadle, James Tindale e Holly Hagan.
Il 23 agosto 2013, Charlotte-Letitia Crosby ha partecipato alla dodicesima serie del Celebrity Big Brother inglese. Il 13 settembre ha vinto il programma, battendo il secondo classificato Abz Love.
Nel 2013, Charlotte ha presentato la BBC Radio 1 Teen Awards. 
All'inizio del gennaio 2015, MTV UK ha annunciato che Charlotte sarebbe stata la protagonista della seconda stagione del reality show Ex on the Beach. La serie è stata presentata per la prima volta più tardi quel mese, il 27 gennaio. Charlotte si unì al cast della villa nel quinto episodio della serie, apparendo come ex di un membro del cast: : Gary Beadle, anch'egli membro del cast di Geordie Shore.
Charlotte compare occasionalmente su MTV News e ha anche una rubrica regolare su Star Magazine. Il 19 settembre 2015, Crosby e la sua casa sono apparsi nel programma della serie televisiva Through the Keyhole. 
L'autobiografia di Charlotte, ME ME ME, è stata pubblicata nel luglio 2015 ed è rimasta per cinque settimane al primo posto. Il 4 agosto 2015, la Crosby è apparsa su Innuendo Bingo della BBC 1.
Crosby aveva il suo programma su Chart Show TV chiamato "Propa Mint Party" di Charlotte Crosby, in cui recitava una raccolta dei suoi video musicali preferiti.  Nell'agosto 2016,  ha presentato la serie di reality-documentari di Channel 5 Tattoo Disasters UK ; nell'agosto 2016 ha annunciato che apparirà nella nuova serie di appuntamenti E4 Celebs Go Dating e darà alle non-celebrità la possibilità di uscire con delle celebrità. La serie si è svolta da fine agosto a metà settembre 2016. 
Nel dicembre 2016, Crosby è stata la star di "MTV Asks Charlotte Crosby" ambientata nella sua nuova casa nel nord-est dell'Inghilterra. Più tardi quel mese ha fatto un'apparizione nello speciale natalizio di In Bed with Jamie on E4, anch'esso ambientato nella sua casa. Il giorno di Natale 2016, Crosby ha fatto il suo debutto radiofonico su Heat Radio, dove ha co-presentato uno spettacolo pomeridiano con Lucie Cave.
Dal 27 febbraio al 3 marzo 2017, Charlotte-Letitia Crosby è stata presentatrice temporanea nello spettacolo della colazione Capital North East. Ha ripreso questo ruolo a febbraio 2018, giugno 2018 e settembre 2018. Nel giugno 2017, Crosby ha pubblicato la sua seconda autobiografia Brand New Me. Al contrario col suo primo libro è stato pubblicato in un formato diario. Il libro divenne un bestseller del Sunday Times.
Nel 2018 è stato confermato che Crosby avrebbe recitato nella sua serie di reality sul muro da trasmettere su MTV. La serie intitolata The Charlotte Show è stata confermata per la prima di mercoledì 28 marzo 2018.

## Vita privata
Da dicembre 2015 ad aprile 2016, Charlotte e Gaz Beadle hanno iniziato una relazione al di fuori delle riprese di Geordie Shore. Questa finì dopo la gravidanza ectopica di Charlotte, la quale ha subito un intervento chirurgico all'ospedale St John and Elizabeth di Londra che ha comportato la rimozione della sua tuba di Falloppio sinistra. Allo stesso tempo, Gaz Beadle le era stato infedele in Thailandia durante le riprese di Ex on the Beach, portando alla fine della loro relazione.

## Filmografia

### Televisione
- Drunk History: UK – serie TV, episodio 3x06 (2017)

## Programmi  televisivi
- Celebrity Big Brother – reality show, 26 episodi (2013) - vincitrice
- The Charlotte Crosby Experience – reality show, 5 episodi (2014) – presentatrice
- Ex on the Beach - La rivincita degli ex (Ex on the Beach) – reality show, 4 episodi (2015) - concorrente
- Geordie Shore – reality show, 94 episodi (2011-2016) - concorrente
- Just Tattoo of Us – reality show, 12 episodi (2017) – presentatrice
- Celebrity Ghost Hunt Live – reality show (2017) - concorrente
- Single AF – programma TV (2018) – presentatrice
- The Charlotte Show – reality show, 25 episodi (2018-2019) - concorrente